# Sommergraben
 (mai 2020).
Si vous disposez d'ouvrages ou d'articles de référence ou si vous connaissez des sites web de qualité traitant du thème abordé ici, merci de compléter l'article en donnant les références utiles à sa vérifiabilité et en les liant à la section « Notes et références ».
Le Sommergraben est un ruisseau d'Alsace qui se situe dans le Bas-Rhin, ayant sa source à Salenthal et circulant jusqu'à la commune d'Allenwiller et qui est long de 1.4 kilomètre[réf. souhaitée].
C'est un cours d'eau avec un débit de 0,09 m3/s[réf. souhaitée]. Sa source est située à Salenthal à environ 280 mètres d'altitude[réf. souhaitée] (grâce au lavoir de Salenthal), mais il y a également les 10 fontaines de Allenwiller qui s'y jettent[réf. souhaitée].
Le Sommergraben se jette dans la Sommerau, puis la Sommerau se jette dans la Mossig, la Mossig dans la Bruche, la Bruche  dans l'Ill, et l'Ill dans le Rhin.